# Tibellus tenellus
Tibellus tenellus es una especie de araña cangrejo del género Tibellus, familia Philodromidae. Fue descrita científicamente por L. Koch en 1876.

## Distribución
Esta especie se encuentra en Australia.